# Proteus (personage)
Proteus (zijn Griekse naam, van protos, eerste) is net als zijn opvolger Rhampsinitus een legendarische Egyptische farao en personage uit Herodotus' Historiën. 
Proteus werd voorafgegaan door farao Pheron. Proteus onderhield Helena aan zijn hof in Memphis tijdens de Trojaanse Oorlog en gaf haar mee aan Menelaos, toen hij haar in Troje niet had gevonden. Proteus zou hebben geregeerd vóór de bouw van de Piramiden van Gizeh.

## Herodotus
Volgens Herodotus was er een heilige, erg mooie en rijkelijk versierde, omsloten ruimte van Proteus, koning van Memphis, ten zuiden van de Grote tempel van Hephaestus. Phoeniciërs uit Tyrus hielden zich rond deze ommuring op, die bekendstond als 'het kamp van de Tyriërs'. Binnen de ommuring stond een tempel met de naam 'Aphrodite de vreemdeling' (Hathor). Herodotus vermoedde dat het monument was opgericht voor Helena, omdat zij enige tijd aan het hof van Proteus doorbracht en omdat de tempel was gewijd aan Aphrodite de vreemdeling; er bestond immers geen andere tempel van Aphrodite met die naam. 
Volgens Herodotus' Historiën (Boek II, 112-120) kwam Alexander (Paris) met Helena uit Sparta door slecht weer in Egypte aan. Hij had Helena, de schoonste vrouw, van Aphrodite als beloning ten geschenke gekregen, omdat hij de godin als mooiste had uitverkoren (het Parisoordeel). Paris werd met zijn bemanning door Thonis, de opzichter van de Nijldelta, naar farao Proteus in Memphis gebracht. Paris' dienaren hadden immers bij de tempel van Heracles hun toevlucht gezocht. Daar konden slaven onder bepaalde voorwaarden hun vrijheid terugkrijgen als ze voor hun meesters waren gevlucht. Thonis vroeg Proteus wat te doen en Proteus antwoordde hen naar Memphis te brengen, zodat hij hen kon ondervragen. Proteus kreeg het hele verhaal te horen, van zowel Paris als de dienaren: hoe hij Helena, de vrouw van zijn gastheer had verleid en geschaakt en bovendien schatten van Menelaos had gestolen. Proteus oordeelde dat Paris een boosdoener was en hij moest mét zijn dienaren binnen drie dagen het land verlaten. Het was dat de wetten van het land niet toestonden een vreemdeling die door slecht weer aan land kwam te doden, anders was dit zeker Paris' einde geworden. Helena én de schatten moesten in Egypte worden achtergelaten.
Ná de Trojaanse Oorlog kwam Menelaos zijn vrouw en schatten in Memphis ophalen. Vanwege slecht weer kon hij niet vertrekken en hij offerde twee Egyptische kinderen, waarna hij naar Lybia zeilde. De Egyptenaren vergaven hem dat nooit.
Herodotus denkt, zo schrijft hij, dat Homeros, de schrijver van de Ilias en Odyssee wel degelijk bekend was met deze versie, maar bewust een andere koos, die hem meer aansprak voor zijn epiek. Volgens Herodotus is het verslag, dat hem door Egyptische priesters werd verteld, de waarheid. Het verklaart waarom de Trojanen bleven herhalen dat Helena niet in Troje was en er zelfs dure eden op zwoeren. Verder lijkt het hem onwaarschijnlijk dat koning Priamos of diens beoogde opvolger Hector zoveel Trojanen zouden opofferen voor een begane misdaad. De Grieken weigerden te geloven dat Helena niet in Troje was en belegerden de stad 10 jaar tot zij viel. 
Na Proteus' opvolger Rhampsinitus kwam Cheops (2604-2581 v.Chr.) aan de macht, de bouwer van de Piramide van Cheops. Herodotus plaatst de Trojaanse Oorlog (1184 v.Chr.) zo vóór de bouw van de Piramiden van Gizeh.

## Euripides en Stesichorus
Volgens Euripides' Helena werd Proteus opgevolgd door zijn zoon Theoklymenos. Euripides had als bron een werk van Stesichorus, waarin Hera een 'schijnbeeld' van Helena maakte en aan Paris meegaf. De ware Helena werd door Hermes naar Egypte gebracht, waar ze tijdens de Trojaanse Oorlog verbleef. Herodotus, Euripides en Stesichorus zijn de drie schrijvers, die verkondigden dat (de ware) Helena nooit naar Troje werd meegenomen.  